# Lillo, Toledo
Lillo là một đô thị trong tỉnh Toledo, Castile-La Mancha, Tây Ban Nha.